# Alejandro Ulloa senior
Alejandro Ulloa (* 22. Oktober 1910 in Madrid; † 27. April 2004 in Barcelona) war ein spanischer Schauspieler, Synchronsprecher und Regisseur.

## Leben
Ulloa begann seine schauspielerische Karriere am Teatro Romea und war gleichzeitig in ersten Filmrollen zu sehen. Daneben wirkte er auch als Kameramann. Während des Spanischen Bürgerkrieges tourte er mit seiner eigenen Theaterkompanie durch die Vereinigten Staaten. Nach der Rückkehr in sein Heimatland drehte er in den 1940er Jahren sechs Filme in eigener Regie und wurde Synchronchef für die spanischen Sprachfassungen von MGM-Filmen; er selbst lieh seine Stimme z. B. Robert Taylor. Seine Karriere als Darsteller setzte er dabei weiterhin fort; zunehmend war er in Fernsehserien zu sehen.
1999 erhielt Ulloa die Medalla d’Honor de Barcelona.
Ulloa ist der Vater von Kameramann Alejandro Ulloa junior.

## Filmografie (Auswahl)
- 1970: Dein Leben ist keinen Dollar wert (Veinte pasos para la muerte)
- 1971: Zwei Halleluja für den Teufel (Abre tu fosa amigo … llega Sabata)